# Edmonton–Centre-Ville
Circonscription électorale provinciale du Canada
Edmonton-Centre est une circonscription électorale provinciale de l'Alberta (Canada), située au centre-ville d'Edmonton.

## Liste des députés
| Années                | Années          | Député           | Parti politique           |
| Edmonton-Centre       | Edmonton-Centre | Edmonton-Centre  | Edmonton-Centre           |
| --------------------- | --------------- | ---------------- | ------------------------- |
|                       | 1959 - 1963     | Ambrose Holowach | Créditiste                |
|                       | 1963 - 1967     | Ambrose Holowach | Créditiste                |
|                       | 1967 - 1971     | Ambrose Holowach | Créditiste                |
|                       | 1971 - 1975     | Gordon Miniely   | Progressiste-Conservateur |
|                       | 1975 - 1979     | Gordon Miniely   | Progressiste-Conservateur |
|                       | 1979 - 1982     | Mary Lemessurier | Progressiste-Conservateur |
|                       | 1982 - 1986     | Mary Lemessurier | Progressiste-Conservateur |
|                       | 1986 - 1989     | William Roberts  | Néo-démocrate             |
|                       | 1989 - 1993     | William Roberts  | Néo-démocrate             |
|                       | 1993 - 1997     | Michael Henry    | Libéral                   |
|                       | 1997 - 2001     | Laurie Blakeman  | Libéral                   |
|                       | 2001 - 2004     | Laurie Blakeman  | Libéral                   |
|                       | 2004 - 2008     | Laurie Blakeman  | Libéral                   |
|                       | 2008 - 2012     | Laurie Blakeman  | Libéral                   |
|                       | 2012 - 2015     | Laurie Blakeman  | Libéral                   |
|                       | 2015 - 2019     | David Shepherd   | Néo-démocrate             |
| Edmonton-Centre-Ville |                 |                  |                           |
|                       | 2019 - en cours | David Shepherd   | Néo-démocrate             |

## Résultats Électoraux
|  | Parti                     | Candidat          | Voix  | %       | ± %      |
|  | ------------------------- | ----------------- | ----- | ------- | -------- |
|  | Néo-démocrate             | David Shepherd    | 8 980 | 54,41 % | +38,16 % |
|  | Libéral                   | Laurie Blakeman   | 4 198 | 25,44 % | -14,78 % |
|  | Progressiste-Conservateur | Catherine Keill   | 2 218 | 13,44 % | -17,43 % |
|  | Wildrose                  | Joe Byram         | 772   | 4,68 %  | -7,98 %  |
|  | Indépendant               | Greg Keating      | 295   | 1,79 %  |          |
|  | Indépendant               | Rory Joe Koopmans | 40    | 0,24 %  |          |